# أزمة ساموا الدستورية 2021
أزمة ساموا الدستورية 2021 بدأت الأزمة في ساموا في 22 مايو 2021 عندما أصدر أو لي آو أو لي مالو (رئيس الدولة) فآليتوا سوالافي الثاني إعلانًا يهدف إلى منع الجمعية التشريعية لساموا من الاجتماع في أعقاب الانتخابات العامة في ساموا أبريل 2021. أيدت أحكام المحكمة نتائج الانتخابات، وأعطت الأغلبية البرلمانية لحزب الإيمان بإله واحد ساموا، بقيادة فيامي نعومي متافا. في 24 مايو 2021 أقيمت مراسم مؤقتة خارج مجلس النواب لأداء اليمين لمتافا كرئيس للوزراء. في 23 يوليو أعلنت محكمة الاستئناف أن المراسم كانت ملزمة وأن الحزب هو الفائز في الانتخابات وأن اليمين الدستوري لفيامي نعومي متافا كان صحيحًا وأنها هي رئيسة الوزراء بمفاعيل أحكام دستورية.

## التاريخ
أسفرت انتخابات 9 أبريل 2021 عن تعادل 25-25 بين حزب حماية حقوق الإنسان الحاكم برئاسة رئيس الوزراء تويلايبا أيونو سايليلي ماليليغاوي وحزب الإيمان بإله واحد ساموا بزعامة نعومي ماتافا. فيما احتفظ بالمقعد المتبقي توالا يوسيفو بونيفاسيو المستقل. في 20 أبريل 2021 أعلنت لجنة الانتخابات في ساموا انتخاب علي أملمانو ألوفا تواو من حزب حقوق الإنسان لحقوق الإنسان بسبب اشتراط أن تشغل النساء ما لا يقل عن 10٪ من المقاعد في البرلمان، مع كون تواو هي المرشحة التي لم يتم انتخابها إلا بصعوبة بالغة. في اليوم التالي أعلن بونيفاسيو أنه سينضم إلى حزب الإيمان بإله واحد ساموا، مما أدى إلى طريق مسدود بعدد مقاعد متساوي 26-26. في مساء يوم 4 مايو أمر أو لي آو أو لي مالو بحل البرلمان وأمر بإجراء انتخابات جديدة في 21 مايو. وصدر أمر الانتخاب الجديد في 5 مايو 2021.
تم الطعن في كل من الحل المزعوم وقرار تعيين تاواو أمام المحكمة، وفي 17 مايو ألغت المحكمة العليا في ساموا كلا القرارين، معلنة أنهما غير دستوريين وباطلين. أيدت المحكمة نتائج الانتخابات وأمرت البرلمان بالاجتماع في غضون 45 يومًا من موعد الاقتراع الأصلي. في 21 مايو رفضت محكمة الاستئناف في ساموا تعليق حكم المحكمة العليا بشأن تعيين تواو، مؤكدة الأغلبية البرلمانية لـ حزب الإيمان بإله واحد ساموا. مباشرة بعد صدور الحكم أصدر أو لي آو أو لي مالو إعلانًا يدعو إلى افتتاح البرلمان الجديد في 24 مايو. في نفس اليوم رفضت المحكمة العليا محاولة النائب العام لإلغاء الأمر. وبذلك قضت المحكمة بأن «قرار المحكمة العليا يمثل القانون في ساموا، ويجب اتباعه وعدم الالتزام بالقانون له عواقبه الخاصة».
في مساء يوم 22 مايو 2021 علق أو لي آو أو لي مالو الإعلان حتى إشعار آخر ولم يوضح الأسباب الكامنة وراء التعليق ولكن قال الأسباب المذكورة ستُعرف في «الوقت المناسب».

## ردود الفعل

### المحلية
استنكرت زعيمة حزب الإيمان بإله واحد ساموا فيامي نعومي ماتافا التعليق باعتباره انقلابًا، وأعلنت عن خطط للطعن فيه في المحكمة. في 23 مايو اجتمعت المحكمة العليا في غرفتين للاستماع إلى اقتراح بإلغاء التعليق. بعد ظهر ذلك اليوم قرروا أن القرار غير قانوني وأن إعلان انعقاد البرلمان يوم 24 مايو لا يزال قائما. ورد رئيس الوزراء ماليليغاوي بالقول إن أمر المحكمة غير قانوني، وأن القضاة انتهكوا لوائح حالة الطوارئ ويجب توجيه الاتهام إليهم، وأنه وأعضاء حزب حماية حقوق الإنسان سيرفضون أداء اليمين عند انعقاد البرلمان.
في صباح يوم 24 مايو 2021 وصل نواب وأنصار حزب الإيمان بإله واحد ساموا إلى البرلمان ليجدوا الشرطة تحيط بالمبنى والأبواب مغلقة. رفض كاتب البرلمان دخولهم امتثالا لأمر الفافيسي. قالت نعومي إن النواب سينتظرون رئيس الدولة، ويدعون البرلمان للانعقاد على الدرجات الأمامية إذا لزم الأمر. في وقت لاحق من بعد ظهر ذلك اليوم أدى نواب ووزراء حزب الإيمان اليمين أمام رئيس مجلس النواب المنتخب حديثًا في خيمة خارج البرلمان. أدت نعومي اليمين الدستورية كأول رئيسة وزراء في ساموا. ورد تويلايبا باتهام حزب فاست بـ «الخيانة».
في 26 مايو 2021 نشرت المحكمة العليا جدولاً زمنيًا يوضح أنها تخطط للاستماع إلى الاستئنافات بشأن القضايا الدستورية الجوهرية وراء الأزمة في 31 مايو 2021، بقرار في 2 أو 3 يونيو 2021. في 27 مايو 2021 تقدم المدعي العام سافالينوا ماريفا بيثام أنانديل بطلب لاستبعاد جميع القضاة العاملين من سماع القضية، بدعوى التحيز ضد حزب حماية حقوق الإنسان. في وقت لاحق من ذلك اليوم ألغى مكتب النائب العام الطلب واعتذر للقضاء.
في 29 مايو 2021 أُعلن أن تويلايبا وفافيسي وأنانديل وكاتب الجمعية التشريعية قد اتهموا جميعًا بتهمة ازدراء المحكمة لعدم احترام أوامر المحكمة واستخدام لغة مسيئة تجاه القضاة.

### الدولية
دعت رئيسة وزراء نيوزيلندا جاسيندا أرديرن ساموا إلى التمسك بسيادة القانون ونتائج الانتخابات. وقالت أرديرن: «ستكون دعوتنا هي الحفاظ على سيادة القانون ودعمها وهذه النتيجة الديمقراطية». دعت وزيرة الخارجية الأسترالية ماريس باين جميع الأطراف إلى «احترام سيادة القانون والعمليات الديمقراطية». قال الأمين العام للأمم المتحدة «يحث القادة في ساموا على إيجاد حلول للحالة السياسية الراهنة من خلال الحوار».
قال الأمين العام لمنتدى جزر المحيط الهادئ هنري بونا إن المنتدى مستعد لتقديم المساعدة إذا لزم الأمر ودعا جميع الأطراف إلى اتباع الوسائل السلمية لحل الصعوبات التي يواجهونها. بعد مراسم أداء اليمين، أصبحت ولايات ميكرونيزيا الموحدة أول حكومة أجنبية تعترف بالإدارة الجديدة. في 27 مايو 2021 أصبحت بالاو ثاني حكومة أجنبية تعترف بشرعية إدارة ماتافا. في وقت لاحق انضمت حكومة جزر مارشال إلى بالاو وولايات ميكرونيزيا الفيدرالية في الاعتراف بحكومة حزب فاست.